# 手越增田 第3次巡迴演唱會 手越增田的魔法
《手越增田 第3次巡迴演唱會 手越增田的魔法★》為日本男偶像音樂組合－手越增田的第三張巡迴演唱會DVD，2012年4月25日於日本發售。

## 收錄內容[2]
收錄手越增田2011年12月18日於橫濱Arena所舉辦之最終場演唱會，以及「魔法旋律」音樂錄影帶完整版。

### DVD
兩片裝（初回限定式樣及普通式樣內容相同）

#### DISC 1
1. overture
2. 魔法旋律
3. 我們的天空
4. 獵奇甜心
5. 七夕祭典
6. 雪人
7. 愛的小傘
8. Mr. Freedom
9. 噴嚏
10. 畢業紀念冊
11. 遺忘之物
12. 花火
13. 夕陽之歌
14. ding-dong
15. 不知所措
16. 永遠
17. 謝謝你‧現在
18. 味噌湯
19. KISS～回家路上的情歌～
20. 讓希望的燈點燃在心中
21. 餞別
22. 櫻花女孩
23. 夕陽與愛情還有腳踏車
24. Over Drive
25. HIGHWAY
26. 藍色長椅

#### DISC 2
- 獵豹 大猩猩 紅毛猩猩
- 在愛之中
- 巡迴紀實花絮影像 ～魔法的另一面～
- 魔法旋律 音樂錄影帶 完整版

### Blu-ray
- 未收錄DVD DISC 2的「巡迴紀實花絮影像 ～魔法的另一面～」，其他內容則與DVD版相同。

## 資料來源
1. ↑  「Johnny's net」檢閱日期：2015年11月10日。
2. 1 2  「愛貝克思官方網站 - 手越增田歷年作品 （页面存档备份，存于）」檢閱日期：2015年11月11日。